# 根郷村
根郷村（ねごうむら）は、千葉県印旛郡に存在した村。

## 歴史
- 1889年（明治22年）4月1日 - 町村制施行に伴い、六崎村、寺崎村、太田村、城村、石川村、大篠塚村、小篠塚村、神門村、木野子村が合併して発足。
- 1928年（昭和3年）3月21日 - 隣の旭村で集落を全焼する大火。根郷村にも飛び火し、神門、大篠塚、小篠塚地区の多くが全焼。死者1人[1]。
- 1954年（昭和29年）3月31日 - 印旛郡佐倉町、臼井町、志津村、和田村、弥富村と合併して佐倉市になり、消滅する。

## 交通

### 鉄道
- 国鉄（JR東日本）
  - ■総武本線、■成田線
    - 佐倉駅

※佐倉駅の所在地は根郷村

## 参考資料
- 佐倉市史